# Helgoland-Dünes flygplats
Helgoland-Dünes flygplats (tyska: Flugplatz Helgoland-Düne) (IATA: HGL, ICAO: EDXH) är en regional flygplats på den tyska ön Düne som hör till Helgoland.

## Historia

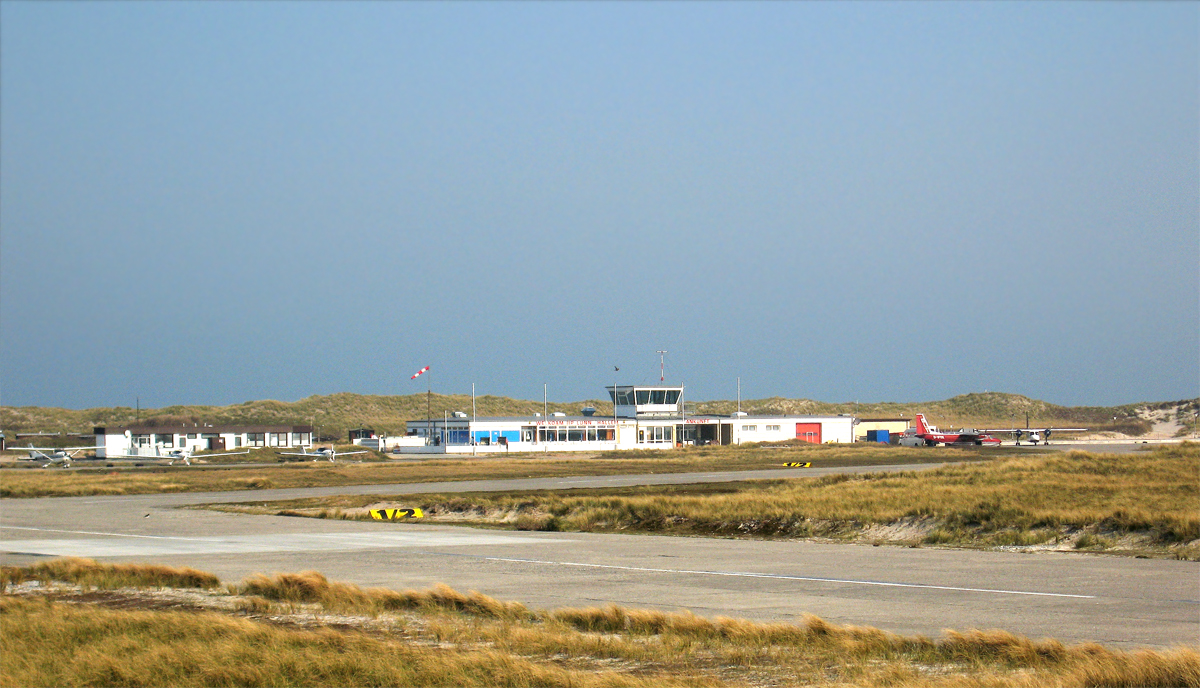

Flygplatsen byggdes av tyska Luftwaffe under andra världskriget men ödelades av de allierades bombningar, efter krigsslutet använde Storbritannien Helgoland som övningsområde. Britterna gav tillbaka Helgoland till Västtyskland år 1952.
Flygplatsen öppnade igen år 1962 i den form den har idag.
Huvudbanan 15/33 förlängdes år 2005 från 400 meter till 480 meter för att fylla Europeiska unionens krav på kommersiell flygtrafik. Banan är ändå väldigt kort och ofta blåsig och kan bara användas av små flygplan. Piloter måste ha genomgått särskild träning i att landa på flygplatsen.

## Destinationer

### Inrikes
| Flygbolag                   | Destination | Flygplats (IATA/ICAO kod)         |
| --------------------------- | ----------- | --------------------------------- |
| Air Hamburg                 | Hamburg     | Hamburgs flygplats (HAM/EDDH)     |
| Ostfriesische Lufttransport | Heide       | Heide-Büsums flygplats (HEI/EDXB) |

## Marktransport
Helgoland består av två öar, och flygplaten ligger på den mindre ön Düne. Den större ön nås med en båtförbindelse. Båthamnen ligger cirka 900 meter från flygplatsens terminal, och denna sträcka kan man gå eller åka taxi.